# 地名后缀
地名後綴是後綴的一種，用於表示地名的意義或地名所在的場所的性質。

## 地名後綴的例子

### -ia
- 拉丁語中的形容詞後綴
- 特兰西瓦尼亚 (Transylvania)：在拉丁語，trans-表示「穿越」的意思，silva表示「森林」的意思，最後以-ia結尾。
- 澳西尼亞 (Oceania)：ocean+ia，表示「大洋州」的意思。

此後綴應用甚廣，如亞細亞 (Asia) ・歐亞 (Eurasia)・波利尼西亞 (Polynesia) ・密克羅尼西亞 (Micronesia) ・俄羅斯 (Russia) ・羅馬尼亞 (Rumania) ・利比里亞 (Liberia) ・斯洛伐克 (Slovakia) ・斯洛文尼亞 (Slovenia) ・喬治亞 (Georgia) ・加利福尼亞 (California) 等常見的地名。
意大利的國名(Italia)是個同樣的例子，其國的省名大多也用此後綴。同時，也有-nia的後綴変化為-gna的用法。意大利語中對他國的稱呼大多也加-ia。如法國(Francia)、德國(Germania)、土耳其(Turchia)、瑞典(Svezia)、挪威(Norvegia)、芬蘭(Finlandia)、波蘭(Polonia)等等。

### -sk
斯拉夫語中的形容詞後綴（與英語中的-sh同源）。
- 鄂霍茨克 (Okhotsk)：表示「河流」意思的Okata由Okahota變化而來，附上-sk之後而地名化。該詞原為街道名稱，現在轉用為海名。

其他的例子有哈巴羅夫斯克（Khabarovsk，即伯力）、格但斯克（Gdańsk，在波蘭）等地名。

### -na
- 烏克蘭 (Ukraina)：在烏克蘭語中，krai表示「邊緣」的意思、u-為地名前綴，-na為地名後綴，故kraina表示「國家」的意思。

### -stan
- 「〜的土地」的意思，源於波斯語。
- 例如阿富汗 (Afghanistan)，afghan是普什圖語中「山民」的意思。afghan加-stan意為「山民的土地」。

中亞諸國的國名皆以此為後綴，如吉爾吉斯斯坦 (Kirgistan) ・巴基斯坦 (Pakistan) ・烏茲別克斯坦 (Uzbekistan) ・哈薩克斯坦 (Kazakhstan) ・土庫曼斯坦 (Turkmenistan)等。

### -abad
- 「〜的街・場所」之意，同樣源於波斯語。如海特拉巴德(Haidarabad，在印度)、賈拉拉巴德(Jalalabad，在阿富汗）、伊斯蘭堡(Islamabad，巴基斯坦)

### -berg
- 德語中Berg是山之意，此後綴亦見於英語，如iceberg。此後綴有用到的地名如海德堡（Heidelberg）

### -burg
- 德語中Burg是城堡（中世紀建造的具有防衛功能的建築），避難所（保護者）之意。-burg是德語、荷蘭語、南非語中具有城主管區之意味的後綴。英語中的-burgh、法語中的-bourg與之同源。
- 地名如約翰内斯堡（Johanesburg，南非行政首都）、弗雷堡（Freiburg，德國）、蒂尔堡（Tilburg、荷蘭）、匹茲堡（Pitsburgh、美國賓夕法尼亞州）、愛丁堡（Edinburgh、蘇格蘭）、聖彼得堡（Sankt-Peterburg，俄國舊都）、斯特拉斯堡（Strasbourg、法國）

### -bad
- 德語中Bad是溫泉之意。

### -polis
- -polis (-πολις)是希臘語中的城市之意。
- 實際使用的例子有明尼阿波利斯（Minneapolis，美國明尼蘇達州）、印第安納波里斯（Indianapolis，印第安那州）、安納波利斯（Anapolis，馬里蘭州）

- 在義大利語中變為-poli，如那波利(Napoli)。另有舊義屬殖民城市的黎波里。

### -ton
- -ton在英語中是市鎮(town)之意的後綴。與town的語源相同。
- 如阿灵顿（Arlington，美國佛吉尼亞州）、利特爾頓（Littleton，緬因州首府）

### -ville
- -ville是法語中的都市之意。與英語的村莊（village）同源。是英語、法語中常以城市之意而是用的地名後綴。
- 如阿爾貝維爾（Albertville，法國）、馬丁斯維爾（Martinsville，美國佛吉尼亞州）、布拉柴維爾（Brazzaville、剛果共和國）

## 關聯項目
- 地名前綴